# أحداث طاريش (تركيا)
أحداث طاريش أو انتفاضة الجمعية التعاونية للمبيعات الزراعية؛ تلك المظاهرات التي وقعت بعد الاحتجاجات العماليه في ازمير بين شهري يناير وفبراير سنه1980 وقد توسعت بعد فترة قصيره لتشمل الاحياء العماليه والمصانع المحيطه بها.

## -خلفيه
مع سقوط حزب الشعب الجمهوري (تركيا)من الحكومة والأنتخابات البرلمانيه في تركيا عام 1979 تم تأسيس حكومه الجبهة القومية بقياده سليمان دميرل وقد شارك حزب الحركة القوميةفي التحالف، وفي ظل هذه الأجواء السياسيه المتطوره بدأت عملية إلحاق الأشخاص الذين لديهم نزعه قومية بكوادر الدولة. وقد بدأ إعاده التوظيف في الجمعية التعاونيه للمبيعات الزراعيه من التين والعنب والقطن والبذور الزيتيه التي كانت معروفه في تركيا اختصارا بأسمTariş.
وفي تلك الآونة كانت الصحافة تصف الجمعية بأنها«وكر الأرهاب» وقامت الصحيفة المحلية المواليه للتيار القومي (العهد الجديد) بنشر خبر عنوانه {مباغتة الجيش التركي، واداء التحيه للجيش الروسي} ذلك الخبر الذي تم نفيه فيما بعد.

## -تطور الأحداث
بعد هذه الأحداث أفاد المدير العام المعين حديثا بأنه سيتم توظيف عمال جدد من مدن أخرى وأنه من الممكن أن يحلوا محل العمال القدامى، وبناءا على هذا بدأ العمال الرافضين لهذا الوضع إضراب عن العمل وتنظيم مظاهره داخل المصنع، ولهذا السبب أفادت الشرطة بأنها ستقوم بأستجواب جميع الموظفين في الجمعية بسبب إثارة الشغب، لكنهم رفضوا هذا الأستجواب وحاولوا عرقلته فجرح ما يقرب من 50عاملا واعتقل ما يقرب من 600، وبسبب تلك الأحداث قامت نقابة العمال بتنظيم إضراب عن العمل لمدة ساعتين وتنظيم مظاهره في ازمير ولأجل هذا أيضا قام طلاب جامعة ايجهبتنظيم مظاهرات عديده داخل الجامعة احتجاجا على هذه الأحداث. قررت نقابة العمال بعد قبول طلبها بإطلاق سراح العمال المعتقلين وقف المظاهرات التي أسفرت عنها«الأحداث الداميه»، لكن الأداره العامه للجمعيه ذاعت للصحف في ال6 من فبراير بأنه تم وقف الإنتاج بهدف إنهاء المظاهرات المستمره، بعدها مباشرة تم تسريح 3000 عامل من العمل بزعم أختلاط المنشورات، واعلنت الحكومة هذا اليوم عطله أسبوعيه في الجمعية. في المقابل أفاد العمال بأنهم غير معترفين بالقرار موضحين أنهم مستمرون في الإنتاج ولن يخرجوا من المصنع، وعقب ذلك أقام عمال مصنع تشغا للحرير سدا مغلقين به أبواب المصنع. وقام سكان منطقتي تشمانتبه وجولتبه بإغلاق مداخل ومخارج المنطقة وقاموا بوضع سدود على الأزقة. قامت العديد من المنظمات الاشتراكية مثل حركه الإنقاذ وثورية اليسار وطريق الثوريه بدعم العمال. وفي ال7 من فبراير تدخلت الشرطة واعتقلت الآلاف من العمال، وفي ال14من فبراير قام ما يقرب من 10 الألف جندي من الشرطة العسكريه معززين بالمدرعات بالدخول إلى حديقة المصنع وتكسير الأبواب. وفي ال17 من فبراير جرح ما يقرب من 100 شخص وتوفي 3 من رجال الشرطة إثر الأشتباكات التي وقعت في منطقتي تشمانتبه وجولتبه الداعمين للأحداث.

## ما بعد الأحداث
ايدن ارتن الذي تولى رئاسة البلديه فترتين والذي تم انتخابه عام1973 في الأنتخابات المحلية التركيه جولتبه.ازمير تم اعتقاله بأمر إدارة مجلس الأمن القومي المؤسس عقب انقلاب 1980 في تركيا بسبب دعمه لأنتفاضة عمال الجمعية وتوزيعه مواد غذائية عسكريه على العمال أثناء الأحداث وتعرض للتعذيب ونشرت جريدةملليت خبرا عنه عنوانه «نقل إلى المستشفى لسبب مجهول» [وصلة مكسورة]

## -أفلام وثائقيه ذات صله
المنسيون عام2007 متظاهرو جولتبه وتشمانتبه والجمعية الزراعيه. مؤسسة التضامن والصداقة.2008 ؛ انتفاضات جولتبه وتشمانتبه والجمعية التعاونيه للمبيعات الزراعيه؛ مؤسسة التضامن والصداقة.